# Райко Рангелов
Райко Рангелов е български революционер, деец на Вътрешната западнопокрайненска революционна организация (ВЗРО) и на Вътрешната македонска революционна организация (ВМРО).

## Биография
Райко Рангелов е роден в царибродското село Борово, тогава в Княжество България, днес в Сърбия. Присъединява се към ВМРО, а след това към ВЗРО. Определен е да извърши атентат на железопътната линия Белград – Ниш, след което е заловен от сръбските власти. След жестоки мъчения е обесен в Белградския затвор на 28 февруари 1933 година.